# Zemětřesení v Íránu 2018
K tektonickému zemětřesení v Íránu v roce 2018 došlo v neděli 26. srpna v 02:43:26 místního času (00:13:26 SELČ) a magnitudo dosáhlo síly 6,0 stupně Richterovy stupnice. Epicentrum se nacházelo v západní části země zhruba 50 km od hranic s Irákem. Nejbližší obcí byla Mir Abad (3 km). Hypocentrum leželo 10 km pod povrchem, takže se jednalo o velmi mělké zemětřesení. Otřesy byly cítit až v Bagdádu, hlavním městě sousedního Iráku.

## Popis

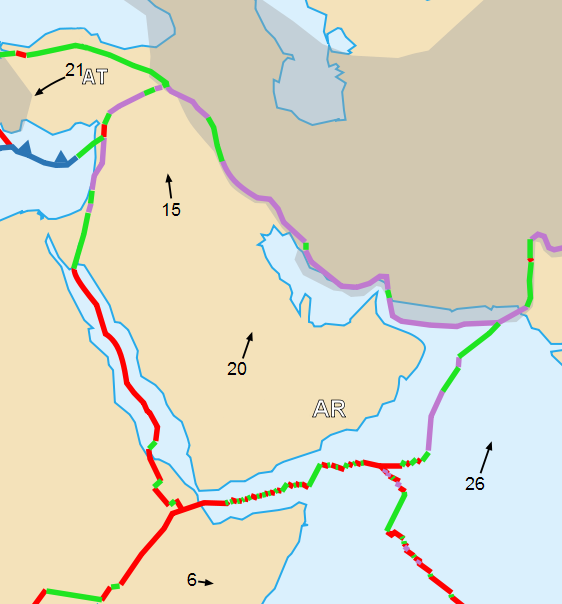
Arabská tektonická deska.

Nejsilnější otřesy nejvíce postihly město Tázehábád, kde síla na Mercalliho stupnici dosáhla VI, 'silné'. 'Málo silné', V, zasáhly Javanrud a Ravansar. 'Mírné', číselně IV, pocítili ve městech Sarpol-e Zahab a Kahriz.
Hlavní otřes následovaly dva menší dotřesy o síle 4,4 a 4,2 stupňů Richterovy stupnice.
Zemětřesení si vyžádalo 2 mrtví a zhruba 241 zraněných lidí. Záchranné týmy byly poslány do města Tázehábád, kde byly nahlášeny zemřelé osoby.

## Geologie
Západ Íránu se nachází na rozhraní arabské a eurasijské tektonické desky. Relativní pohyb desek zde činí asi 26 mm za rok a oblast kvůli tomu postihují silná zemětřesení. Interakce těchto desek taktéž stojí za vznikem pohoří Zagros.

### Silná zemětřesení v Íránu
- Podle magnitudy

| Datum            | Místo                | Šířka | Délka | Počet mrtvých   | M.   |
| ---------------- | -------------------- | ----- | ----- | --------------- | ---- |
| 22. prosince 856 | Semnan               | 36.2  | 54.3  | 200 000         | ~7,9 |
| 13. duben 2013   | Sístán a Balúčistán  | 28.11 | 62.1  | 35              | 7,7  |
| 26. dubna 1724   | Východní Ázerbájdžán | 38.0  | 46.3  | 8 000 – 250 000 | ~7,7 |

- Podle počtu obětí

| Datum            | Místo                | Šířka | Délka | Počet mrtvých | M.   |
| ---------------- | -------------------- | ----- | ----- | ------------- | ---- |
| 22. prosince 856 | Semnan               | 36.2  | 54.3  | 200 000       | ~7,9 |
| 23. března 893   | Ardabíl              | 38.2  | 48.2  | 150 000       |      |
| 26. dubna 1724   | Východní Ázerbájdžán | 40.6  | 48.6  | 80 000        | ~6,9 |